# Стођаво
Стођаво – излазио је у пролеће 1917. године у Новом Саду.

## О часопису
После укидања српске штампе 1914. године, "прва ласта" у Војводини која се појавила на српском језику, крајем рата, био је хумористички лист Стођаво. 
Лист Стођаво покренула је издавачка књижара Светозара Ф. Огњановића у Новом Саду 1917. године, Шаљиви лист "у свескама" уређивао је Павле Татић. Светозар Ф. Огњановић био је брат Илије Огњановића Абуказема. Штампа: Задружна штампарија. Пошто је излазио за време Великог рата, сарадници су били опредељени искључиво за шале, ван политике. Због строге цензуре, сатирични радови нису били пожељни.

## Сарадници
У листу Стођаво су сарађивали: Павле Татић, Велисав Спасић и Жарко Огњановић - Абуказем јуниор.

## Периодичност излажења
Лист Стођаво је излазио сваких осам дана, од св. 1 до св. 14, димензија 24 x 15,5 цм, у пролеће 1917. године.

## Теме
Услови и ратне прилике Великог рата онемогућавале су сатиричне садржаје и политичке теме, те су се сарадници углавном бавили безазленим шалама о зетовима и таштама, расејаним професорима, госпођама и служавкама, незаситим поповима. Ретко су се појављивале теме: црна берза, велике рестрикције, пораст цена и сл.

### Карикатуре
Аутори карикатура у часопису су, осим једне карикатуре са потписом Miklosi, остали анонимни. Већина објављених карикатура преузета је из немачких или мађарских хумористичких часописа. Теме су биле обично локални трачераји - о касапину који продаје коске уместо меса, о гатари која једној госпођици која сања да се уда за "масну партију" препоручује касапина, о г-ђи Содићки, која испаљује 50 речи у секунди...Издваја се карикатура на којој куварица Жужа грли и љуби бркатог аустроугарског војника, он јој говори "Стани, Жужа, да ти се лепо представим", а она узвраћа: "Е, баш, фала лепо, па још се нисмо честито ни изљубили".

### Афоризми
"У свима је језицима реч Земља женскога рода. Зашто то? - Јер се не зна колико јој је година".

"Ала имате лепе зубе! - Е, те сам добила на поклон, од зета за рођендан".